# Marktstraße 13 (Warburg)

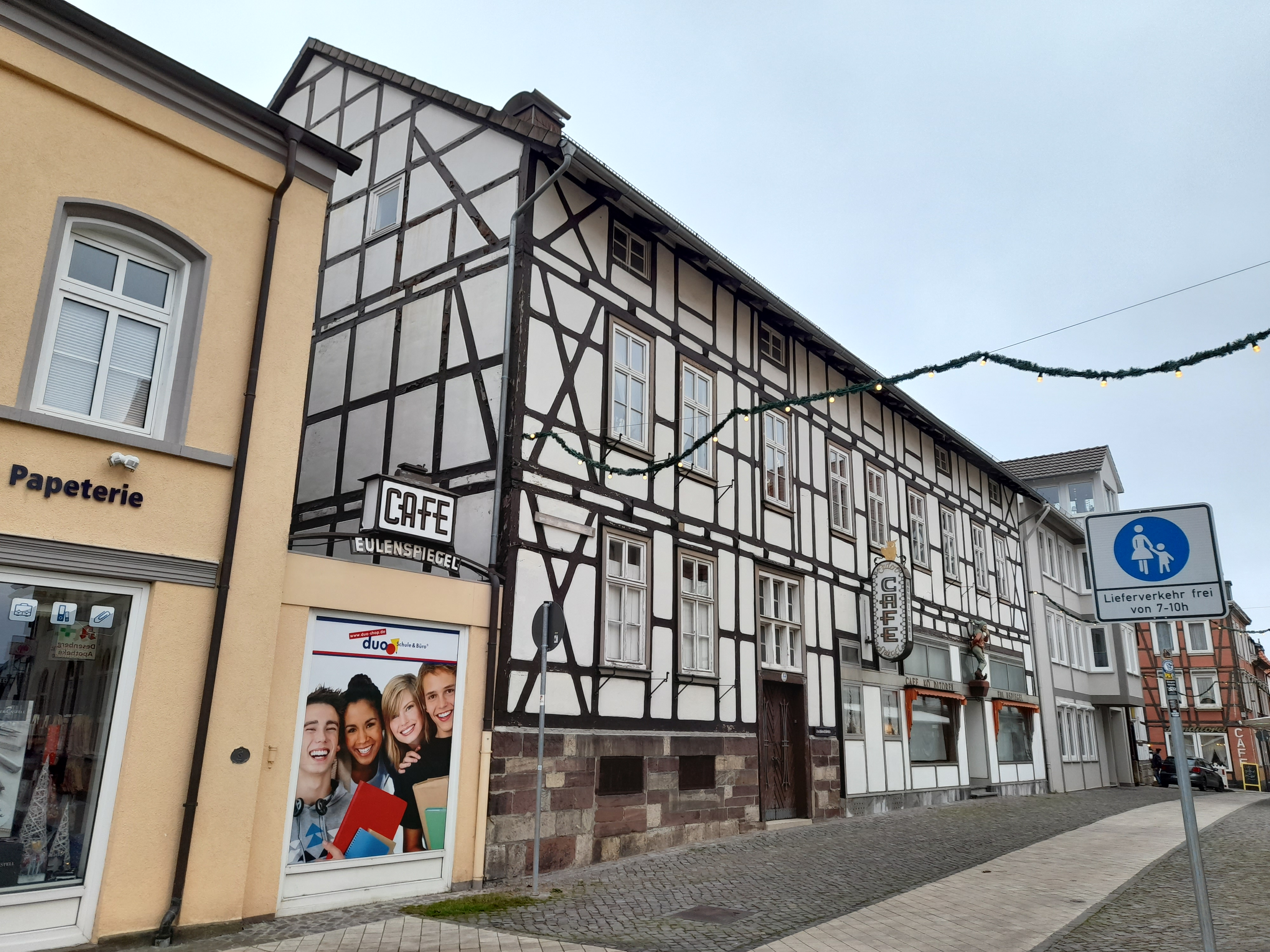
Straßenansicht

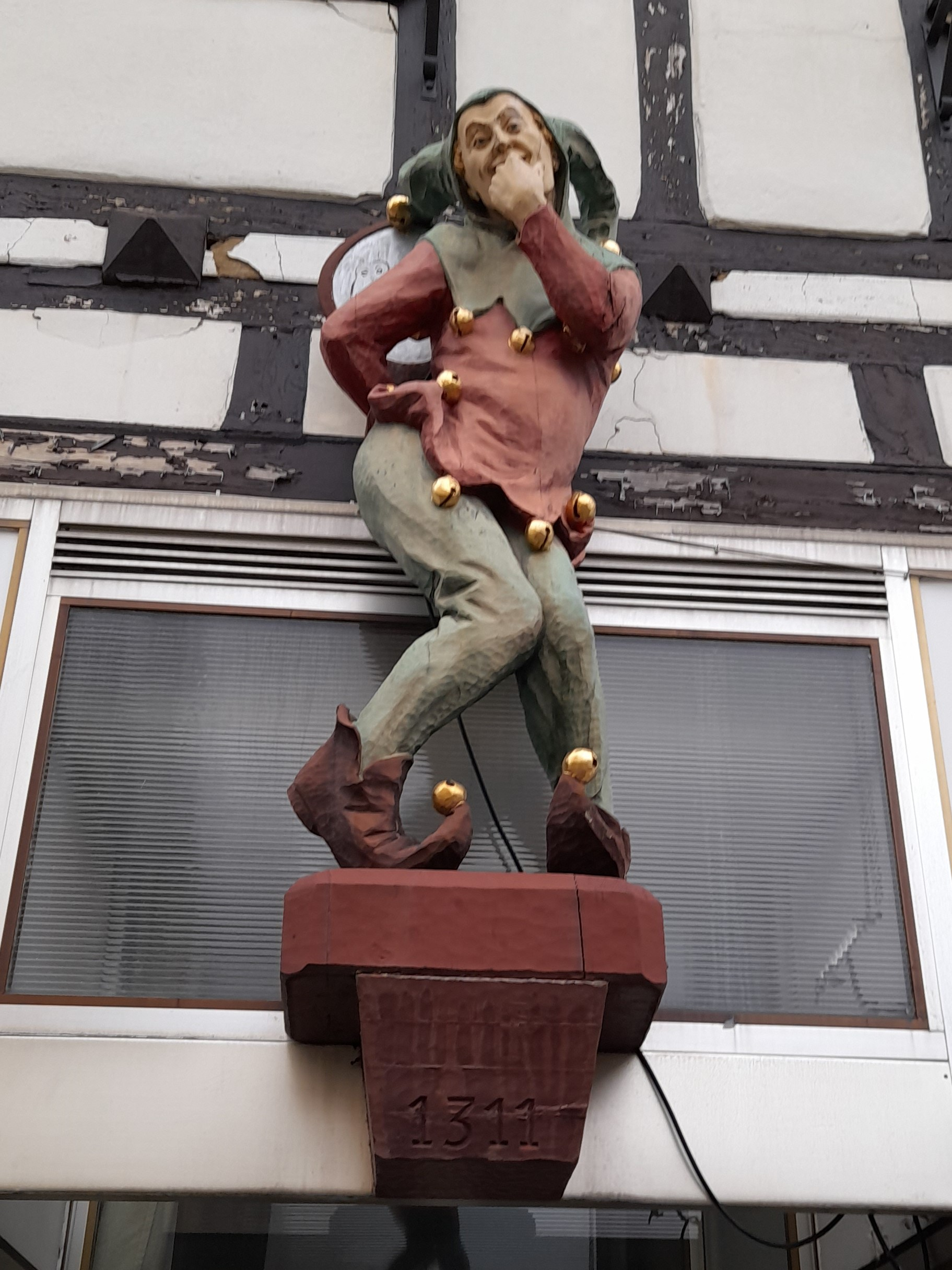
Till-Eulenspiegel-Figur über dem Kaffehauseingang

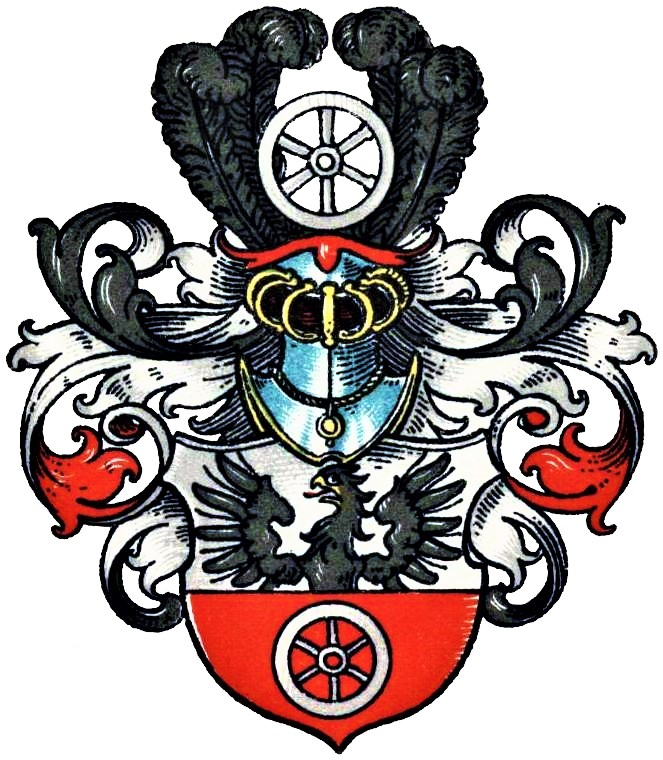
Wappen derer von Geismar mit Reichsadler und Mainzer Rad

Marktstraße 13 (auch Marktstraße 13–15) bezeichnet ein um 1860 erbautes Fachwerkhaus in Warburg.

## Gebäude
Das ca. 23 m lange Gebäude befindet sich in zentraler Lage in der Warburger Neustadt. Es handelt sich um einen schlichten zweigeschossigen Fachwerkbau mit Kniestock und geneigtem Pfettendach mit großem Dachüberstand. Die linke Seite hat über einem hohen Natursteinsockel zwei Wohnraum-Fenster und eine fast ebenerdig angeordnete Eingangstür mit hohem Oberlicht. Die bis 2017 als Café genutzte rechte Seite hat zwei große Schaufenster mit einer eingezogenen Ladentür dazwischen und links davon zwei Fenster, die offenbar später niedriger gesetzt wurden. Dieser Teil ist in den 1970er-Jahren durch weiße Kunststoffplatten in Aluminiumrahmenkonstruktionen modernisiert worden. Das Obergeschoss weist insgesamt neun Fensterachsen mit mehrflügeligen Holzfenstern auf. Über dem Eingang befindet sich eine geschnitzte Figur des „Till Eulenspiegel“.

## Geschichte

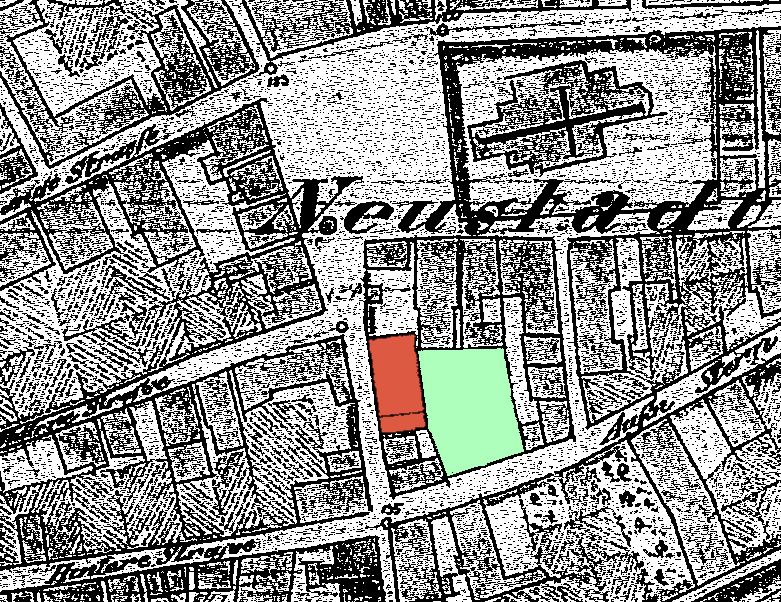
Lageplan 1831/34 mit Freifläche an der Sternstraße

### 1311–1803 Familie von Geismar
Gemäß der Stadtchronik des Bürgermeisters Heinrich Fischer hatte der Vorgängerbau des heutigen Hauses die Nummer 147 und wurde 1311 durch die in Warburg und Umgebung begüterten Patrizierfamilie von Geismar erbaut. „In der Mitte auf dem Frontispice stand eine Statue, welche die eine Hand im Munde, die andere ad posteria hielt. Daher der Name Eulenspiegel. Rings um dem Dache herum standen andere Figuren.“ Ob das Haus bereits damals den Namen „Eulenspiegel“ gehabt hat, ist fraglich, denn die literarische Figur erschien erst im 16. Jahrhundert. Die Erwähnung von Figuren auf dem Dach verweist ebenfalls eher in die Renaissancezeit.
An anderer Stelle heißt es bei Fischer „…über der Eingangstür vor der Wendeltreppe liest man: Anno Domini 1343 feria tertia post vigiliam pentecostes Bertoldus de Geismar me fieri curavit. Über dem großen Eingangstore stand: 1560 renovatum, rechts befand sich das von Geismar’sche, links das von Schlicker’sche Wappen.“
1560 wurde also das große, immer noch in Familienbesitz befindliche Haus renoviert. Wahrscheinlich wurde dabei die Fassade im Stil der Renaissance mit der erwähnten Wendeltreppe und den Figuren auf dem Dach ausgestattet. Im 17. Jahrhundert verließ die Familie von Geismar Warburg.
1796 ließ der damaligen Warburger Kommissionsrat Anton Josef Alexander Rosenmeyer, ein Sohn Balthasar Rosenmeyers, das Gebäude aufmessen. Die Grundfläche betrug 74 Fuß, 10 Zoll mal 45 Fuß, 2,5 Zoll, also ca. 22,86 m × 13,77 m und entsprach damit dem Lageplan des später erstellten Urkatasters von 1831. In Auswirkung der Säkularisationsbeschlüsse von 1803 wurde das Grundstück „herrenloses Gut“ und fiel an das Königreich Preußen.

### 1803–1860 von Kleist und Rosenmeyer

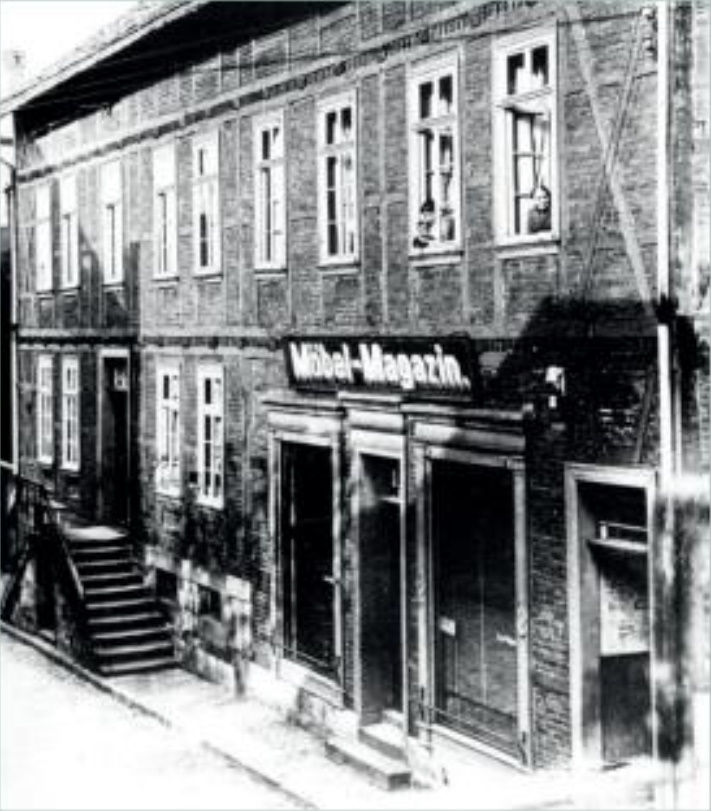
Das Möbelmagazin Wittgenstein (um 1900)

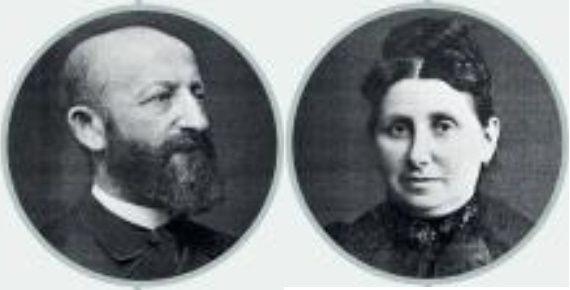
Louis & Lina Wittgenstein

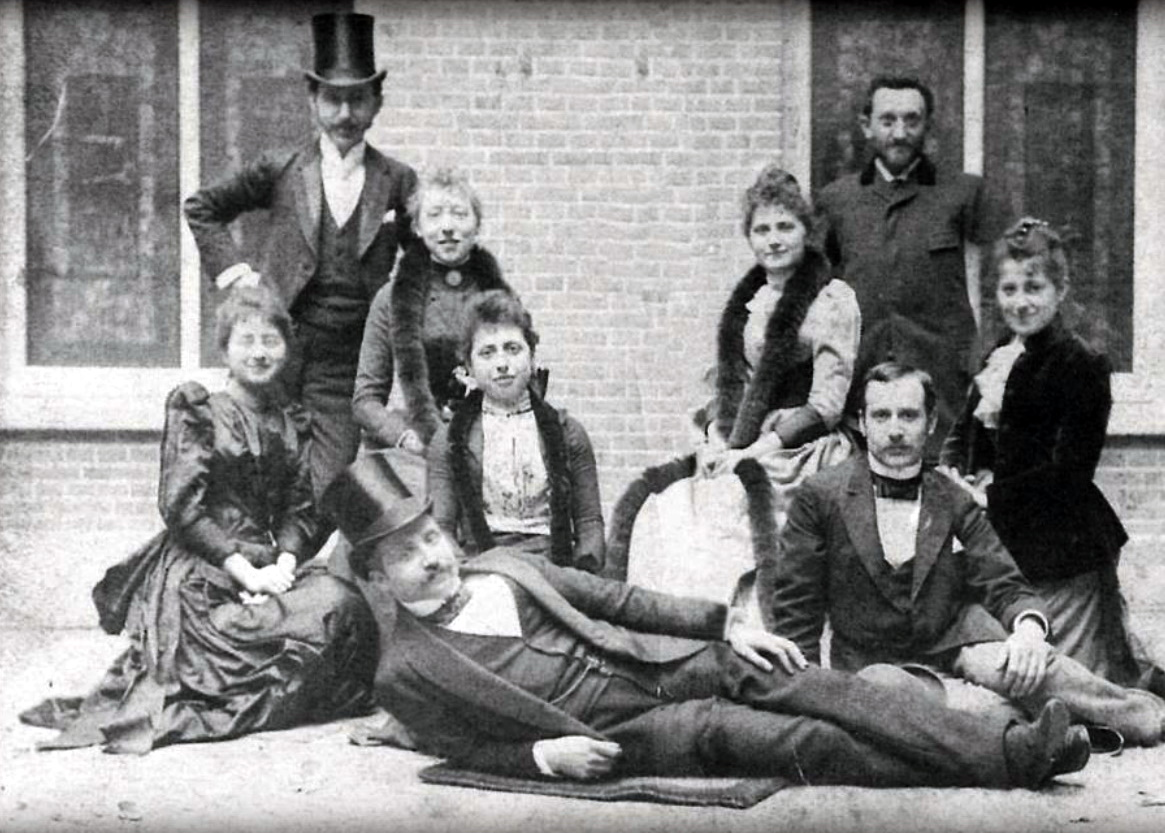
Die neun Kinder Wittgenstein

Nachdem die beabsichtigten Beschlüsse der Reichsdeputation bekannt geworden waren, besetzten preußische Truppen unter Führung von Major von Charriot bereits am 3. August 1802 die Stadt Warburg. 1803 übernahm Major Joachim August Leopold von Kleist (1756–1811), ein Vetter zweiten Grades des Schriftstellers Heinrich von Kleist aus dem Schmenziner Seitenzweig und Befehlshaber des neugebildeten Dragoner-Regiments „von Wobeser Nr. 13“, das Kommando. Er galt als geschickter und tüchtiger Reiter und plante, das Grundstück des „Eulenspiegel“ als Reitbahn für sich und seine Soldaten zu nutzen. Hierzu beauftragte er den ihm allmählich auch freundschaftlich verbundenen Anton Rosenmeyer mit den erforderlichen Arbeiten. Die Baukosten sollten durch die Übertragung des ebenfalls dem Fiskus gehörenden ehemaligen Hardehausener Mönchehof an Rosenmeyer beglichen werden. Der Bau zog sich allerdings in die Länge und musste mehrfach durch von Kleist, der mit seinen Dragonern inzwischen zu anderen westfälischen Orten abkommandiert wurde, angemahnt werden. Die Fertigstellung erlebte von Kleist nicht mehr, da er im Oktober 1806 bei einem Einsatz während der Schlacht von Jena und Auerstedt verwundet wurde und danach nicht mehr nach Warburg kam. Ob die Reitbahn jemals fertig wurde, wissen wir nicht. Der Mönchehof nebst Scheune ging jedenfalls in Eigentum der Familie Rosenmeyer über.
1857 brannte das Haus zusammen mit 16 weiteren Wohnhäusern ab.

### 1860–1919 Möbelmagazin Wittgenstein
Da das Haus – wie die Nachbarhäuser – bei der Westfälischen Provinzial Feuersozietät versichert war, konnte es schnell in der heute noch weitgehend vorhandenen Form wieder aufgebaut werden. Danach befand sich in dem Hause das Möbelmagazin und die Wohnung von Louis Wittgenstein (1834–1919) und seiner Familie. Er war das dritte Kind von Abraham Wittgenstein und gehörte daher wahrscheinlich zu der berühmten Familie Wittgenstein, die im 19. Jahrhundert einen beispiellosen sozialen Aufstieg in Wien erlebt hatte. Um 1860 heiratete Louis Lina Berg (1837–1909), zweite Tochter des Textilkaufmanns Salomon Berg aus der Warburger Josef-Kohlschein-Straße 28. Das Paar bekam 9 Kinder: Julia („Julchen“, 1862–1943), Selma (1865–1946), Dorina (1866–1939), Sophie (1869–1946), Emma (1876–1933), Rosa („Rosalie“, 1867–1949), Iwan (ca. 1868–?), Harry (1870–?) und Alfred (ca. 1872–?).
Während Julia bei den Eltern in Warburg blieb, verließen die anderen Geschwister die Stadt. Selma zog nach Rotterdam, Dorina und Sophie nach Den Haag, Emma nach Aachen, Iwan nach Berlin, später Gollnow und schließlich nach Lyon, und Alfred ging ebenfalls nach Frankreich. Über das Schicksal Harrys ist nichts bekannt. Besonderen Erfolg hatte Rosa. Sie wurde Schneiderin bei ihrem Onkel Sally Berg in Amsterdam, heiratete Josef Cohen, begründete mit ihrem Mann ab 1888 die international erfolgreiche Modekette Maison de Bonneterie und wurde schon 1901 Hoflieferantin des niederländischen Königshauses.
1909 starb Lina. 1919 folgte Louis und wurde neben seiner Frau auf dem jüdischen Friedhof bestattet, ihr Grabmal besteht dort noch heute. Das Haus Marktstraße 13 erbte die inzwischen 57-jährige Julia und verkaufte es noch im gleichen Jahr an die Warburger Familie Fischer, wobei im Kaufvertrag zwischen den Familien für sie ein Wohnrecht auf Lebenszeit vereinbart wurde. 1937 wurde ihre inzwischen verwitwete jüngere Schwester Rosa zum Ritter im Orden von Oranien-Nassau ernannt. Da Julia sich nach Verkündung der Nürnberger Gesetze in Warburg nicht mehr sicher fühlte, zog sie am 8. Juli 1938 unter Aufgabe ihres Wohnrechtes ebenfalls nach Amsterdam. Nach dem Überfall auf die Niederlande wurde der Cohen-Familie und damit auch Rosa Cohen-Wittgenstein im Januar 1942 ein freies Geleit nach Portugal zugesichert, wenn sie ihr Amsterdamer Eigentum einschließlich ihrer Gemäldesammlung aufgäben. Rosa emigrierte mit ihrer Familie in die USA. Julia wurde jedoch deportiert und am 9. April 1943 mit 81 Jahren im Sobibor ermordet. 1944 verloren zudem mindestens vier Enkel der Louis-Wittgenstein-Familie ihr Leben in Auschwitz. Rosa kehrte nach Amsterdam zurück und verstarb dort 1949 mit 81 Jahren.

### 1919–2017 Café Eulenspiegel

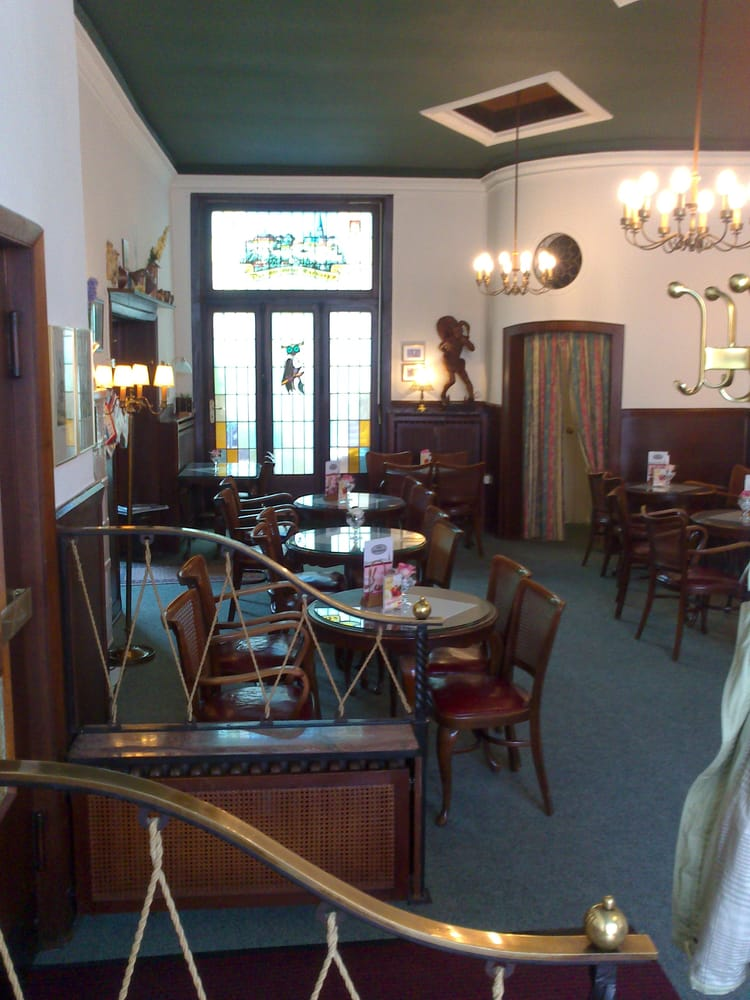
Café Eulenspiegel, Innenraum um 2000

Die Familie Fischer ließ nach dem Erwerb des Hauses den Bereich des ehemaligen Möbelgeschäft zu einem Café umbauen, das 1920 unter dem Namen „Café Eulenspiegel“ öffnete und durch den Konditormeister Heinrich Fischer betrieben wurde. Dieser war ein Sohn des Landwirtes Karl Fischer und stammte aus dem sogenannten „Kalten Hof“ in Warburg, Paderborner Tor 123, Nähe Schützenplatz. Das Café entwickelte sich über drei Generationen zu einem der führenden Kaffeehäuser der Stadt und warb unter anderem damit, dass dort auch „Nederlands gesproken“ wurde. In den 1950er Jahren wurde die zehn Stufen hohe, zweiläufige Freitreppe vor der Wohnhaustür entfernt und der Aufgang nach innen in den Flur gelegt. In den 1970er Jahren erfolgten zeittypische Modernisierungsmaßnahmen. Dabei wurde u. a. die rechts von der Wohnhaustür gelegene Backstube mit den zugehörigen Fenstern auf das niedrigere Niveau des Gastraumes heruntergesetzt, der zugehörige Teil des Gebäudesockels entfernt und Fassadenverkleidungen im Cafébereich angebracht. Anfang 2017 wurde das Café vom letzten Betreiber Heinrich Wilhelm Fischer jun. und seiner Frau Gundula, geborene Konerding, geschlossen. Die in einem schlichten Stil der 1920er bis 50er Jahre mit leichten Anklängen an die Rokokozeit gestaltente Inneneinrichtung ist noch erhalten.